# 베르벨 뵈켈
베르벨 뵈켈(독일어: Bärbel Wöckel, 1955년 3월 21일 ~ )은 전 동독의 단거리달리기 선수로 200m에서 전문적이었다.
라이프치히에서 태어난 뵈켈은 1976년과 1980년 하계 올림픽에서 200m 경주와 400m 릴레이 종목들의 2연승을 하였다.
그녀는 1974년 유럽 선수권에서 42.50초의 세계 기록을 세운 400m 릴레이의 최종 주자로서 금메달을 획득하였다. 1982년 유럽 선수권에서 200m와 400m 릴레이 우승은 물론, 100m 은메달을 땄다.
자신의 활동 경력 동안에 뵈켈은 SC 모토르 예나 클럽을 위하여 나갔다.

## 같이 보기
- 올림픽 다관왕 목록